# چیواته
چیواته (به ایتالیایی: Civate) یک کومونه در ایتالیا است که در استان لکو واقع شده‌است. چیواته ۹٫۱ کیلومتر مربع مساحت و ۴٬۰۰۸ نفر جمعیت دارد و ۲۶۹ متر بالاتر از سطح دریا واقع شده‌است.

## خواهرخوانده
شهر گنزاگا، لمباردی خواهرخواندهٔ چیواته هست.